# Stewie
 (septembre 2019).
Stewie (nom complet : Mymains Steward Gilligan) était le chat domestique le plus long du monde, selon le Livre Guinness des records mondiaux : il a été mesuré à 123 cm le 28 août 2010,. 
Chat maine coon mâle, Stewie est né en 2005 à Hermiston dans l'Oregon (États-Unis) et est mort en 2013 à Reno dans le Nevada. Stewie était un chat thérapeutique certifié et se rendait souvent au centre pour personnes âgées de Reno. Il a également contribué à la sensibilisation au bien-être des animaux avec la « Nevada Humane Society ».